# چشمه‌ها در اسطوره‌شناسی
چشمه‌ها در اسطوره‌شناسی به بررسی چشمه‌های می‌پردازد که از زمان‌های کهن نماد مورد علاقه مردم بوده‌اند و وارد در اسطوره‌شناسی آن‌ها شده‌اند.

## ایران
از آنجا که آب همواره مظهر پاکی بوده‌است، ایرانیان نیز این عنصر را مقدس و گرامی داشته‌اند. در میان عناصر چهارگانه، آب پس از آتش گرامی‌ترین عنصر در اساطیر ایرانی آورده شده‌است و ایزد ناهید، آناهیتا را به نگهبانی آن برگزیده‌اند. ده‌ها جشن، مراسم و آیین مانند جشن آبریزان، مراسم باران خواهی، پاشیدن آب پشت سر مسافر و… از روزگاران کهن بر جا مانده و هنوز متداول است. این نگرش در مذاهب و باورهای ساکنان ایران نیز تأثیر گذاشته‌است.
چشمه آناهیتا و چشمه غسلان از مکان‌های مقدس یارسان است که در نزدیکی مقبره بابایادگار قرار دارد و آبی زلال و شفاف دارد که به روایتی هزاران سال است که از دل کوه می‌جوشد.
بنابراین تاریخ این مسلک به هزاران سال قبل برمی گردد و شباهت‌ها و نزدیکی‌هایی به دین زرتشت، مسیحیت، یهودیت، بودائیسم، میترائیسم و مانویت دارد که بعضاً صبغهٔ اسلامی به آن داده شده که البته با اصول بنیادی اسلام هیچ تناقضی ندارد.
هفت تنان در مسلک یارسان بسیار شبیه به امشاسپندان یا فرشتگان در کیش زرتشتی می‌باشد، همچنین مراسم روزه داری اهل یارسان شباهت زیادی به روزه‌های موجود در بین یهودی‌ها دارد که به حوادث معینی که مربوط به افراد و پیشوایان آن‌ها بوده، وضع گردیده‌است. چنانچه نقل می‌شود که سلطان اسحاق و یارانش سه شبانه روز در غاری به نام مرنو، واقع در کوه شندر در مرز ایران و عراق در استان کرمانشاه، بدون آب و غذا در محاصره دشمنان بودند که پس از آن فاتح و پیروز شدند و این سه روز روزه را «روزه مرنو» می‌نامند. به روایت دیگری شاه خوشین، سلطان اسحاق و بابایادگار از طریق بکرزایی به دنیا آمده که در واقع نحوه تولد ایشان را مانند حضرت مسیح دانسته‌اند.
نوشیدن آب از چشمه مقدس آناهیتا و غسلان، که در نزدیکی آرامگاه بابایادگار بوده و جزو بناهای مقدس به‌شمار می‌روند، تشریفات برای نذر و نیازهای اهل این مسلک که با تقدیس آب و نان و زانو زدن و شال بستن همراه می‌باشد، نمودهایی از آیین مهرپرستان و زرتشتی‌ها در این مسلک است. مقدس خواندن بعضی غارها و چشمه سارها و نیز میوه‌هایی ماند انار، بادام، جوز، زیتون، به و سیب در ادیان مختلف مسبوق به سابقه است.
چشمه و آبشار شوی در اندیمشک اهالی منطقه اعتقاد بسیاری به آب «شوی» داشته و آن را مقدس می‌دانند گفته شده که تا دهه‌های پیش که پای آدمهای مختلف به اینجا باز نشده بود، آب آبشار کرامات بسیار داشت و اگر زنی نازا از صمیم قلب آرزویش را می‌گفته و در آب جاری آن غسل می‌کرد، خداوند خواسته اش را اجابت می‌نمود و با عطای فرزندی به زندگیش برکت می‌داد*، اما درسال‌های اخیر با سست شدن اعتقاد مردم آب چشمه خاصیت ش را از دست داده‌است. اهالی روستای شوی از طایفه «شوینی» ایل چهارلنگ بختیاری هستند اعتقادات خاص خود را دارند از جمله آنکه از خوردن گوشت گاو پرهیز می‌کنند و برای طبیعت احترامی خاص قایلند.
- در باورهای قدیم و اساطیری ایرانی نسبتی است میان عنصر زن و آب‌های روان، نام‌های زنانهٔ برخی چشمه‌ها ریشه در همان باور دارد. ممکن است اعتقادی که اهالی شوی بر خاصیت چشمه «شوی» دارند نیز متأثر از همین باور باشد.
- چشمه در صوفه قلعه زیبد - در ایوان صوفه پیر چشمه آبچکانی قرار دارد که مردم اعتقاد دارند شفابخش است و کور را شفا می‌دهد.[۱]

## هندوستان
در هندوستان چشمه‌های آب مقدس بسیار زیادی وجود دارد. بسیاری از آن‌ها در مناطق مسلمان‌نشین مانند کشمیر قرار دارد.

## عربستان

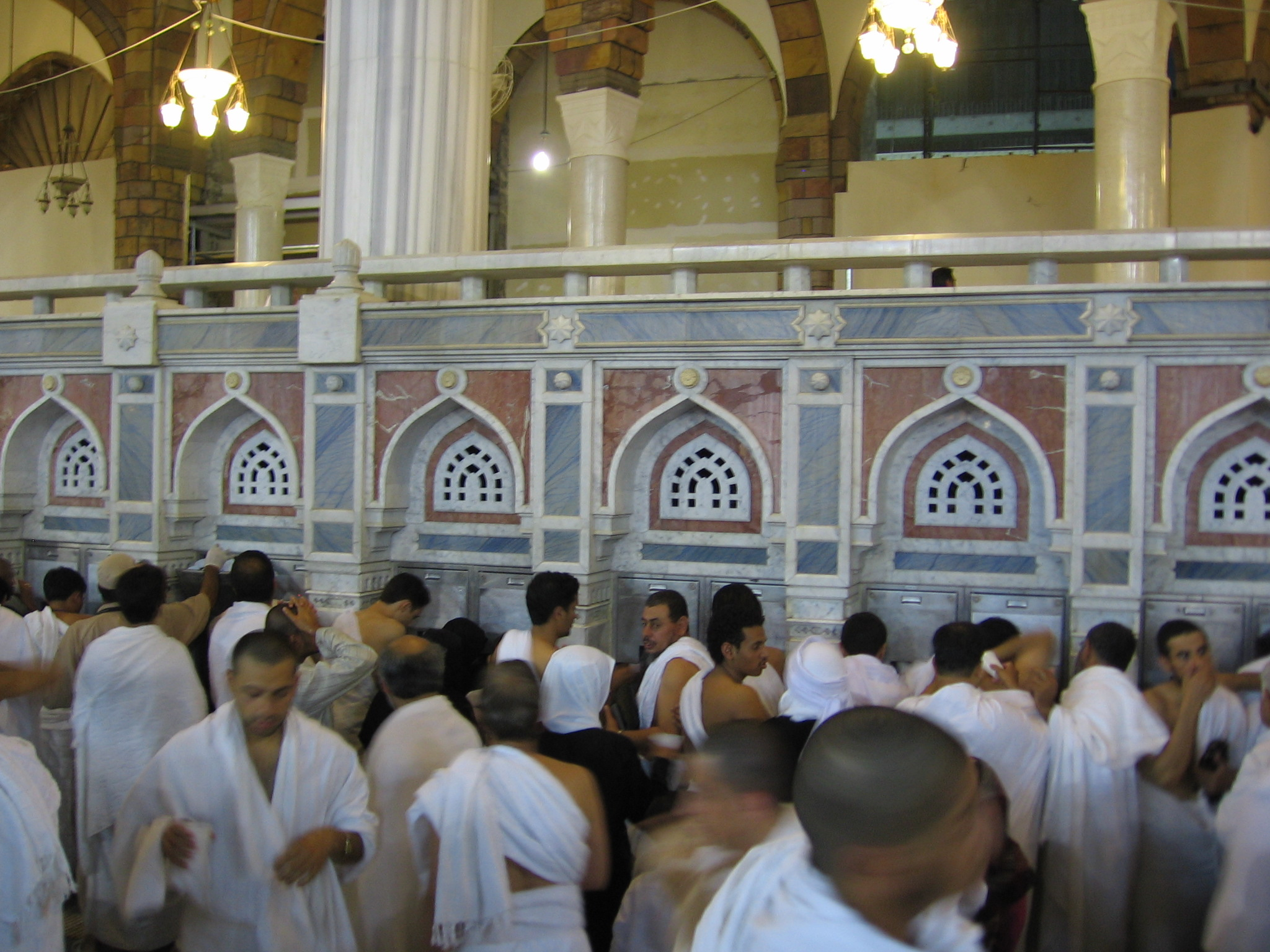

چاه زمزم چاه مقدس آبی است در مسجدالحرام واقع در شهر مکه. چاه زمزم یکی از آثار مسجد الحرام است که با نام‌های چاه اسماعیل، حفیرة عبدالمطلب، شفاء سُقم، عافیه، مَیمونه، طُعم، بَرکة، بَرّة، شناخته می‌شود. در «کتاب مقدس» نام این مکان (که طبق متن کتاب مقدس یک چاه است) «بِئِر شَبَع» می‌باشد. این چاه در نزدیکی مقام ابراهیم و در هجده متری کعبه، در زیرزمین واقع است و آب آن توسط پمپ از طریق لوله‌کشی به زائرین می‌رسد. این چاه در قسمت شرقی مسجدالحرام قرار دارد و همانند دیگر مشاهد حج، از آثار ابراهیم، اسماعیل و هاجر است. به عقیده مسلمانان این چاه به صورت معجزه‌آمیزی هزاران سال پیش توسط جبرئیل در زمان ابراهیم برای نوزاد تشنه او اسماعیل به وجود آمده‌است.